# Витли (Арканзас)
Витли (енгл. Wheatley) град је у америчкој савезној држави Арканзас.

## Демографија
По попису из 2010. године број становника је 355, што је 17 (-4,6%) становника мање него 2000. године.
| Група             | 2000.       | 2010.       |
| Белци             | 258 (69,4%) | 257 (72,4%) |
| Афроамериканци    | 109 (29,3%) | 95 (26,8%)  |
| Азијати           | 0 (0,0%)    | 0 (0,0%)    |
| Хиспаноамериканци | 10 (2,7%)   | 2 (0,6%)    |
| Укупно            | 372         | 355         |